# جیم بکستر
جیم بکستر (انگلیسی: Jim Baxter; ۲۹ سپتامبر ۱۹۳۹ – ۱۴ آوریل ۲۰۰۱) بازیکن فوتبال اهل اسکاتلند بود.

## باشگاهی
از باشگاه‌هایی که در آن بازی کرده‌است می‌توان به باشگاه فوتبال ناتینگهام فارست، باشگاه فوتبال رنجرز، و باشگاه فوتبال ساندرلند اشاره کرد.

## تیم ملی
وی همچنین در تیم‌های ملی فوتبال زیر ۲۱ سال اسکاتلند و اسکاتلند بازی کرده‌است.